# Oggiona con Santo Stefano
Oggiona con Santo Stefano é uma comuna italiana da região da Lombardia, província de Varese, com cerca de 4.276 habitantes. Estende-se por uma área de 2 km², tendo uma densidade populacional de 2138 hab/km². Faz fronteira com Carnago, Cassano Magnago, Cavaria con Premezzo, Jerago con Orago, Solbiate Arno.

## Demografia
| Variação demográfica do município entre 1861 e 2011                               |
|                                                                                   |
| Fonte: Istituto Nazionale di Statistica (ISTAT) - Elaboração gráfica da Wikipedia |